# Austrocidaria gobiata
Austrocidaria gobiata là một loài bướm đêm trong họ Geometridae.